# قاسیارسوک
قاسیارسوک (به گرینلندی: Qassiarsuk) سکونتگاهی است در جنوب گرینلند.
این روستا در استان کویالق واقع شده و ۴۳ نفر جمعیت دارد. (سال ۲۰۰۹). سال بنیاد آن سال ۱۹۲۴ میلادی است.
قاسیارسوک در حدود ۵ کیلومتری نارسارسوآق و در کرانهٔ شمال باختری آب‌دره تونولیارفیک جای گرفته‌است.
این روستا مکانی است که مِلک اریک سرخ، بنیادگذار نخستین مستعمره وایکینگ‌نشین در گرینلند، در آن واقع شده‌بود. نام ملک اریک سرخ، براتاهیلد است.
مردم قاسیارسوک از راه دام‌داری گوسفند و اخیراً با درآمد به‌دست آمده از افزایش شمار گردشگران زندگی می‌کند.